# Wojciech Poletyło
Wojciech Albert Poletyło herbu Trzywdar (ur. ok. 1760, zm. 1806) – hrabia, syn Mateusza Poletyły i Klary Pietraszkówny, brat Tytusa. Twórca magnackiej fortuny zwanej potocznie „państwem wojsławickim”. Ostatni kasztelan ziemi chełmskiej I Rzeczypospolitej  od 1786 roku, konsyliarz ziemi chełmskiej w konfederacji targowickiej w 1792 roku.
Był członkiem konfederacji Sejmu Czteroletniego. W 1790 roku był członkiem Komisji Porządkowej Cywilno-Wojskowej dla ziemi chełmskiej województwa ruskiego.     Początkowo zwolennik Ustawy Rządowej, później zgłosił swój akces do Targowiczan.
Żonaty z Anną Kuczewską de Kucze herbu Poraj. Małżeństwo to miało pięcioro dzieci.